# José Parra (beisbolista)
José Miguel Parra (nacido el 28 de noviembre de 1972 en Jacagua) es un ex lanzador dominicano que jugó en las Grandes Ligas de Béisbol desde 1995 hasta 2004. También jugó dos temporadas en Japón con los Yomiuri Giants en 1999 y con los Orix Buffaloes en 2005, así como en Corea del Sur y Taiwán; también en México con los Diablos Rojos.